# 橋扈
橋 扈（きょう こ、生没年不詳）は、新末後漢初の武将。喬扈とも書く。雲中太守。

## 事績
新王朝の末期には、漢の復興を求める反乱が各所で起こった。橋扈もそれに加わった一人と考えられるが、具体的な活動は知られない。建武5年（29年）に盧芳が北辺の5郡を擁して皇帝を称したとき、橋扈は雲中太守になったらしい。建武6年（30年）、盧芳のもとで郡の太守が相次いで殺された。恐懼した橋扈（喬扈）と朔方太守田颯は、建武7年（31年）の冬に支配下の郡とともに光武帝に寝返った。光武帝は両人をもとの職にとどめおいた。その後の事は伝わらない。